# Stephen Vizinczey
Dans le nom hongrois Vizinczey István, le nom de famille précède le prénom, mais cet article utilise l’ordre habituel en français István Vizinczey, où le prénom précède le nom.
Stephen Vizinczey, né István Vizinczey ([ˈiʃtvaːn], [ˈvizintsɛi]) le 12 mai 1933 à Káloz et mort le 18 août 2021 à Londres, est un écrivain hongrois naturalisé canadien. 

## Biographie
Né en 1933, István Vizinczey n'a que deux ans lorsque son père est assassiné par les nazis et est alors élevé par sa mère. Après la Seconde Guerre mondiale, il étudie à l'université puis au collège national des Arts de la scène de Budapest. C'est alors que sa vocation littéraire prend chair à travers l'écriture de poésies et de pièces de théâtre. L'une de ces dernières, récompensée par le Prix Attila József, qui devait être jouée au Théâtre national en 1956 est interdite par le régime communiste quatre jours avant la première et toutes les copies du script sont saisies. Cette même année, il prit part à l'Insurrection de Budapest contre l'armée soviétique et s'enfuit à l'Ouest à la suite de cette révolution avortée. Après un séjour en Italie, il émigre au Canada.
Il perfectionne son anglais en travaillant à des scripts pour le National Film Board of Canada. Il adopte alors définitivement cette langue pour tous ses travaux d'écriture et dirige notamment un magazine littéraire et politique : Exchange. Il commence sa carrière d'écrivain anglophone en collaborant à Radio Canada mais c'est en 1965 qu'il prend la décision cruciale, quittant son emploi, de publier à compte d'auteur et de distribuer lui-même son premier roman, Éloge des femmes mûres, prélude à un incroyable succès et à une reconnaissance internationale. Deux longs-métrages seront tirés de cet ouvrage : Les Femmes de 30 ans (In Praise of Older Women), film américain réalisé par George Kaczender en 1978, et Le Jeune Homme amoureux (En brazos de la mujer madura), film espagnol de Manuel Lombardero en 1997.
Il a déclaré que Pouchkine, Nicolas Gogol, Fiodor Dostoïevski, Honoré de Balzac, Stendhal et Heinrich von Kleist représentent un idéal littéraire.
Stephen Vizinczey meurt le 18 août 2021 à son domicile londonien.

## Œuvres
- In Praise of Older Women, 1965, traduit en français sous le titre Éloge des femmes mûres en 2001 chez Anatolia/Éditions du Rocher, sous-titré les souvenirs amoureux d'Andras Vajda , narre la découverte de la sexualité par un jeune homme aujourd'hui devenu un respectable professeur entre deux âges à l'université du Michigan. Récit érotique drolatique et subtil écrit dans un style très sobre, le roman a enthousiasmé la critique comme les lecteurs. Véritable phénomène éditorial, le livre a figuré des mois et des mois dans la liste des meilleures ventes, au Canada d'abord, en France ensuite, par la grâce du bouche à oreille. Le roman s'est écoulé à plusieurs millions d'exemplaires dans le monde[3].
- Vérités et mensonges en littérature, 1983, 2001 pour l'édition française chez Anatolia, recueil d'articles consacrés à la littérature où l'auteur prend parti pour Heinrich von Kleist contre Goethe, ridiculise Henri Troyat (auteur d'une biographie de Gogol), et recommande la lecture continuelle des grands auteurs.
- Un millionnaire innocent, roman, 1983, 2004 pour l'édition française chez Anatolia, unanimement salué par la critique.
- Rules of Chaos, 1969, traité philosophique en réaction à la guerre du Viêt Nam
- Truth and Lies in Literature (1985)
- The Man with the Magic Touch (1994)
- If Only (2016)

## Citations
- « Les pères franciscains me pardonneraient, je l'espère, de dire que jamais je n'aurais pu si bien comprendre et tant aimer les femmes si l'Église ne m'avait pas appris à connaître la félicité et le respect du sacré » (Éloge des femmes mûres)